# Abdesselam Adib
Pour les articles homonymes, voir Adib.
 (décembre 2010).
Si vous disposez d'ouvrages ou d'articles de référence ou si vous connaissez des sites web de qualité traitant du thème abordé ici, merci de compléter l'article en donnant les références utiles à sa vérifiabilité et en les liant à la section « Notes et références ».
Abdesselam Adib, né en 1957, est un chercheur universitaire marocain en économie, finances, politique et sociologie. Il est aussi syndicaliste à l'Union marocaine du travail (UMT), il est le secrétaire général du Syndicat national des fonctionnaires et agents du ministère de l'Économie et des Finances depuis juin 2007.

## Biographie
Abdesselam Adib est né en 1957 dans les montagnes du Rif à Ajdir dans la région de Taza, mais il a vécu à Rabat depuis 1961.
Il est un militant des droits humains, membre de l'Association marocaine des droits humains (AMDH) depuis 1995. Entre 2003 et 2010, il devient président de la section de Rabat de l'AMDH, et membre de la commission administrative de l'AMDH.
Il est le fondateur en 2006 des « coordinations de lutte contre la cherté de la vie et la décomposition des services publics ».

## Ouvrages
- La Politique fiscale et la Stratégie de développement, 1998
- Les Diplômés chômeurs au Maroc, 2001
- La privatisation est un facteur de développement ou d'exploitation, 2002
- Une année après le statut de la famille… toujours rien, 2004
- Où va la crise économique au Maroc ?, 2005
- La Lutte de classes et les transformations économiques et sociales, 2006